# Jewgienij Kryłatow
Jewgienij Pawłowicz Kryłatow (ros. Евге́ний Па́влович Крыла́тов; ur. 23 lutego 1934, zm. 8 maja 2019 w Moskwie) – radziecki i rosyjski kompozytor.
Pochowany na Cmentarzu Mitińskim w Moskwie.

## Muzyka filmowa

### Filmy fabularne
- 1976: Klucz bez prawa przekazania
- 1976: Syrenka i książę
- 1980: Przygody Elektronika

### Filmy animowane
- 1968: Film, film, film
- 1969: Dziadek Mróz i lato
- 1970: O odważnym Ogóreczku
- 1972: Marzenie osiołka
- 1973: Piotruś i Reks
- 1975: Tęcza
- 1978: Troje z Prostokwaszyna
- 1980: Wakacje w Prostokwaszynie
- 1982-1984: Biuro rzeczy znalezionych
- 1984: Zima w Prostokwaszynie

## Nagrody i odznaczenia
Źródło:
- Nagroda Państwowa ZSRR (1982)
- Zasłużony Działacz Sztuk RFSRR (1989)
- Ludowy Artysta Federacji Rosyjskiej (1994)
- Order Honoru (2010)[4]